# E271 (trasa europejska)
E271 – trasa europejska zaliczona do kategorii B – będących odgałęzieniami, odnogami i trasami łącznikowymi; wiodąca przez Białoruś - z Mińska przez Bobrujsk, Bude Koszelewską do Homel. E271 pokrywa się w całości z droga magistralną M5
Do ważniejszych miejscowości na trasie E271 należą:
- Mińsk (M1)
- Bobrujsk (R93, R67)
- Buda Koszelewska (P38)
- Homel